# Fallomyrma marginata
Fallomyrma marginata — викопний вид мурах з роду Fallomyrma (підродина мирміцин), що існував в Європі в еоцені (близько 40 млн років). Описаний у 2018 році з решток, що виявлені у рівненському бурштині з Клесівського кар'єру.